# 西龙门郡
西龙门郡，中国古代的郡。
隋朝義寧二年（618年）改平武郡为龙门郡，旋改为西龙门郡，治所在江油县（今四川省平武县东南）。辖境相当今四川省青川、平武等会境。唐朝貞觀六年（627年），改为龙门州。 